# Antonio Fillol Granell

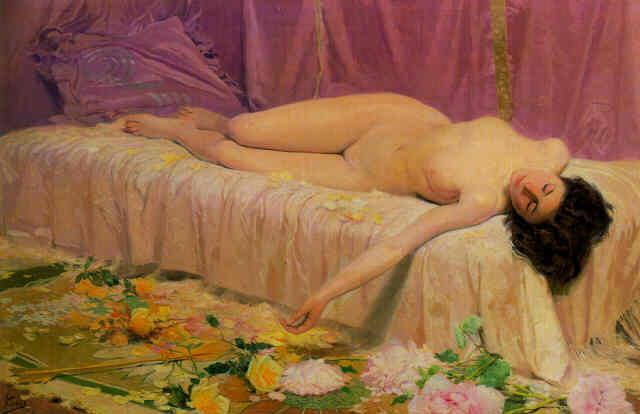
Flor deshecha, 1906

Antonio Fillol Granell – hiszpański malarz pochodzący z Walencji.

## Życiorys
Studiował, a później wykładał na Królewskiej Akademii Sztuk Pięknych San Carlos w Walencji, jego nauczycielem był Ignacio Pinazo Camarlench.
Był przedstawicielem realizmu społecznego, wiele z jego dzieł przedstawia krajobrazy i zwyczaje prowincji Walencja. Malował portrety, na których często przedstawiał typowe dla Walencji postaci. Jednym z jego najbardziej znanych dzieł jest obraz La bestia humana (za który otrzymał II Medal na Krajowej Wystawie Sztuk Pięknych w 1897), w którym zajmuje się tematem prostytucji.
Był promotorem sztuki regionalnej i prezydentem stowarzyszenia Círculo de Bellas Artes de Valencia. Większość jego dzieł znajduje się dziś w Muzeum Prado i Muzeum Sztuk Pięknych w Walencji.

## Dzieła
- La gloria del pueblo (1895)
- La bestia humana (1897)
- Siega del arroz en la albufera de Valencia (1900)
- Los amigos de Jesús (1900)
- Albores (1902)
- La semilla (1904)
- Flor deshecha (1906)
- La novia (1922)